# Руски народни плес
Руски народни плес или Руски народни фолклор, представљена у облику народног аматерског или сценског плеса. Мушки плес карактерише смелост, ширина душе, хумор, док се женски плес одликује глаткоћом, величанственошћу и лаганом кокетношћу. Руски плесови су саставни део руске националне културе

## Карактеристике
Најстарији су два жанра народне игре: коло (рус. хоровод) и игра пљаска. Кретање је у неким играма имитирало покрете животиња и птица, док је у другим одражавало радне процесе (сејање, жетва, ткање). 
Првобитни плес и песма су имали магијску улогу, па су у календарским и обредним играма сачуване многе архаичне особине. Веза руске народне игре са обредима била је карактеристична за многе врсте кола и игара. Пљаска, перепљас и коцка (кадриљ) нису били повезани са ритуалима.
Руска народна игра, у зависности од области, изводи се на посебан начин. На северу - смирено, величанствено. У централном делу - понекад мирно и лирско, а понекад живахно и весело. Док се на југу изводи провокативно, са смелошћу. Истовремено, постоје заједничке карактеристике свих руских народних игара, највише због националног карактера народа. Мушки плес одликује се изузетном ведрином, хумором, поштовањем према партнерима. Искреност, женственост и племенитост карактеристични су за женски плес, упркос томе што се понекад изводи живахно и провокативно.
Обучавање традиционалног плеса у свом природном сеоском окружењу одвијала се у три етапе:
1. "Фаза игре" - Деца узраста 5-10 година су научила основе плеса кроз игре које су користиле музику, певање и једноставне плесне елементе.
2. „Техничка фаза” - Адолесценти од 11-15 година савладали су сложене елементе, у потпуности су научили плесове, али још нису учествовали у плесу са одраслима.
3. "Мастер фаза" - Дечаци и девојке од 16-18 година су присуствовали сеоским забавама и могли су да учествују у игранкама, током којих су брусили свој индивидуални стил [3].

## Етничко зонирање
Прихваћен систем поделе територије Русије у етнографији на етничке зоне који се развио до почетка 20. века (то су северноруски, централноруски, јужноруски, руско-белоруски, руско-украјински, област Волге, Урал, Сибир и Далеки исток, козаци) одражава разноликост промена плесних традиција и територијалних карактеристика руске народне игре.
- Северни регион: Архангелска, Вологдска, Лењинградска, Новгородска области, северно од Костромске, Јарославске, Тверске, Ивановске, Нижегородске области, део Псковске области, приморски региони Мурманске области.
- Јужни регион: Калуга, Орел, Тула, Липецк, Рјазан, Тамбов, Пенза, источни региони Вороњежа и северни региони Волгоградске области.
- Централни регион: Москва, Владимир, централни и јужни делови Тверске, Јарославске, Костромске, Ивановске, Нижегородске области, источни региони Смоленска и јужни региони Псковске области.
- Волга регион: региони Уљановск, Самара, Саратов.
- Руско-белоруско погранично подручје (Бранска област и западни региони Смоленске области)
- Руско-украјинско погранично подручје (Курск, Белгород, јужни региони Вороњешке области).
- Урал: Пермска, Свердловска, Чељабинска област, источни региони Оренбурга и западни региони Курганске области.
- Сибир и Далеки исток (Западни Сибир - Алтајска територија, Новосибирск, Омск, Томск, Кемеровска област; Источни Сибир - Иркутска област, Хабаровск, Краснојарск и Приморски крај).
- Козаци по групама: Уралски, Астрахански, Оренбуршки, Кубански, Донски, Терски, Сибирски, Семиреченски, Забајкалски, Амурски, Усури, Некрасовски козаци

## Главни жанрови
У научној литератури постоји много приступа класификацији руских народних игара. Неки истраживачи их деле у зависности од песама уз које се изводе, према броју извођача, према обрасцу игре и према покретима у игри. Класификација се такође може заснивати на процесима рада, према имену лика приказаног у плесу. Познати кореограф, фолклориста и народни уметник Русије Устинов уз коло и кадриле разликује импровизационе игре (пљаске) и народне игре. Истраживач руске народне игре, оснивач школе руске народне игре, народни уметник Русије Климов класификује руску народну игру по жанровском принципу, издвајајући коло (хоровод), пљаске и касније парне плесове (кадриле, пољке итд). Класификација руских народних игара заснива се најпре на њиховој кореографској структури. Руски народни плес је подељен на кола (укључујући кружна, украсна, играчка) и танкове (понекад се танок сматра подврстом кола), плесове (сингл женски и мушки плес, плес у пару, групни традиционални плес, масовни плес) и плесови (мушки, женски, мешовити, групни), коцкасти - кадриљи (укључујући и касније врсте игара - ланце и полку).

### Коло (хоровод или округли плес)
Округли плесови или кола (рус. танки, карагоди) и песме у колу, одвојивши се од ритуала, у великој мери су задржале теме, поетске слике, форму древних игара, њихову мелодију, начин, структуру стиха и структуру линија. Кола су од краја 17. века постале омиљени вид народне забаве, посебно међу младима.
Коло и његов јужноруски колега Карагод су истовремено, и песма и игра. Изводе се чешће у кругу, држећи се за руке, најчешће уз песму, понекад у виду дијалога између учесника. Постоје женска и мешовита кола. Сваки регион Русије има своје посебности у извођењу кола, у покретима и прелазима. Плесне слике и фигуре могу бити и женске и мушке, и заједничке. Учесници кола покушавају да инсценирају садржај песме. У колу увек постоји осећај јединства, другарства. Његови учесници се, по правилу, држе за руке, понекад - за један прст (мали прст), често за шал, појас, каиш, венац.
Кола су: орнаментални (плесни) и играчки. Понекад разликују, као посебну групу кола, плес у колу.
Орнаментално (плесно) коло
У орнаменталном колу, текстови који се изводе у току игре не садрже одређену радњу, изражену фабулу, учесници коло шетају, у редовима, из ланца коло плету разне орнаменталне фигуре. Садржај песама које прате орнаментално коло најчешће је повезан са сликама руске природе, колективног рада, свакодневног живота и може бити лирски, епски, драмски или комични. Посебно се издвајају песме које одражавају радни процес: сејање проса, жетва лана, ткање плетера, прављење платна итд. Песму певају сви учесници у колу. Извођење сваког орнаменталног кола одликује се озбиљношћу облика и малим бројем фигура. 
Играчка кола
У песмама играчких кола постоје ликови и заплет игре. Садржај песме се разиграва у лицима, а извођачи уз помоћ плеса, мимике, гестова играју разне слике, карактере ликова. Теме оваквих игара одражавају живот и живот људи: радни процеси, љубавне и вилинске теме итд. За разлику од орнаменталних кола, у њима је цртеж једноставнији и нема такве разноликости плесних фигура. Са становишта композиције, играчка кола се граде у кругу, у линијама или у паровима.
Пљаски (плес) у кругу
Пљаски у кругу разликују се од орнаменталних кола по степену извођачке вештине и релативној независности пара извођача од других учесника, као, на пример, у „Полки“, Матану“, „Акулинки“ или „Тимон“. Садржај песама је углавном комичан, свакодневни или лирски. Песме често певају само гледаоци који стоје около, али не плешу, уз пратњу музичара. Темпо је много бржи него у песмама за кола.
Коло је распрострањено широм Русије и сваки регион доприноси нешто своје, стварајући разноликост у стилу, композицији, карактеру и начину извођења. Свака фигура кола може имати више од једне, одређене и трајне сврхе. Не мењајући конструкцију фигуре и цртежа, учесници у колу могли су да пренесу другачији садржај и расположење.
Руски традиционални кругли плесови распоређени су према годишњем добу и празницима. Сеоски почињу са Ускрсом и трају до доба годиневремена; други се појављују од Успења Господњег и завршавају на почетку зиме.
Танок
Танок је древни јужноруски и украјински народни масовни ритуални плес, са песмом и елементима игре. Понекад се сматра посебном врстом кола. Главно подручје распрострањености танка су централни и јужни региони Курске области, северозападно од Белгородске области (слив реке Псјол). Познавалац јужноруске фолклорне традиције, Ана Васиљевна Руднева, написала је: „Танки су кола претежно плесног карактера са развијеним кореографским конструкцијама и многим фигурама. Постоје и танки са елементима сценске акције - почетак игре.
Карактеристике танка:
- Танке је пратило певање самих учесника, без музичке пратње (карагоди су се обично изводили уз пратњу домаћих музичара).
- За разлику од карагода, кретања су често линеарна („улице“), једни наспрам других.

### Руска пљаска (руски плес)
Пљаски су рани обредни ритуали, а сада су то свакодневни плесови. Плес је покрет који сваким тактом постаје све разноврснији, што је карактеристично обележје игре. Плес је данас најчешћи и омиљени импровизациони жанр народне игре. Постоје плесови: појединачни, парни, плесни, масовни плесови, групни плесови итд. Сваки регион Русије има своју локалну врсту плеса. Плесне фигуре - колена - су веома разноврсне. Учесници у плесу их слободно користе по свом нахођењу. Нема регулисаног кретања плесача по плесном терену: свако је могао да заузме место које жели. Афирмисани типови руског плеса су: појединачна (соло) пљаска, пљаска у пару, перепљаска, масовни плес и групни традиционални плес (карагод). Много људи могу учествовати у групној пљаски, али чешће је његов састав ограничен на малу групу извођача, у неким случајевима групна пљаска има стални састав извођача.
Основне плесне технике:
- хлопушки;
- шаг;
- присјадки  ;
- коленца;
- дроб.

Перепљас је такмичење у виртуозности покрета, у снази, спретности, издржљивости, домишљатости, показивању карактера извођача, демонстрирању виртуозности извођења покрета – колена. Његов наступ је импровизација, у плесу се такмиче, не само мушкарац са мушкарцем или жена са женом, већ и мушкарац са женом или чак читаве групе плесача. Игра се изводи уз стандардне народне мелодије или песме. Играјући, један од плесача је показао један покрет или њихову комбинацију, противник је морао да их тачно понови. Са сваким изласком, покрети су постајали све компликованији. Понекад су у плесу постојала другачија правила: такмичари су наизменично показивали своје покрете, док је претходна било немогуће поновити. Изгубио је онај коме је први понестало покрета за доказивање. Понекад су плесали у исто време „док не паднеш”, или да се види ко ће први пасти од умора.
Најпознатије пљаске у Русији: пљаска Руса (за ентузијазам), Бешенаја, Голубец, Бариња, Камаринскаја, Трепака, Бичкок, Кружка, Топтуш (топотуша), Семечка, Матања, Ломаније.

### Руски кадриљ (квадратни плес)
Кадриљ (плес у пару ) је најмлађа врста руског плеса, која је настала на основу класичног француског кадриља.  Среће се широм Русије, са изузетком неких места на руско-украјинској граници. У Русији се кадриљ појавио почетком 18. века, у ери трансформација Петра Великог. Након декрета о увођењу скупштина (1718), кадриљ постепено је преузео неплемићки слој. Упознавање с кадрилом одвијало се на основу прича о кметовским слугама и разним слугама народа које су, гледајући плес аристократа, понављали фигуре које су запамтили, али играјући их на свој начин. Становници различитих руских села и градова упознали су се са кадриљом на сајмовима, који је врло брзо постао популаран.
Уласком у народни живот, коцка се много променила, многи покрети су настали изнова. Мелодија и начин извођења добили су националну боју. Појавиле су се многе плесне опције: четири, шест, седам, осам, кадриљи, ланце итд.
Од огромне разноликости кадриља, могу се разликовати три групе према облику композиционе конструкције: квадратни (угаони), линеарни (дворедни) и кружни. Ови облици конструкције се не одржавају увек од прве до последње фигуре: обично се мешају линеарни и кружни или угаони и кружни кадрили, док се мешање дешава најчешће у оквиру одређене фигуре.
Руски кадриљ се по начину извођења и по својим фигурама, битно разликује од свог првобитног извора – балског кадриља. У руском кадриљу има од 3 до 14 фигура. Име неких од њих јасно одговара садржају („познанство“, „девојке у великој потражњи“, „петлови“), имена других потичу из места постојања кадрила („Клинскаја“, „Шујскаја“, „Похвистневскаја“, „Давидковскаја“). Било је и фигура позајмљених из пљаски и перепљаса („перепљас“, „бариња“, „камаринскаја“, „топотуха са перепљасом“), као и из других балских плесова („валцер“ и „полка“). Разноврсни образац руског кадриља састоји се од елемената као што су "корзиночка", "воротца", "звјоздочка", "гребјонка", "круг".
Као и у балксом кадриљу, и у руском кадриљу већина фигура се завршава кружењем у паровима и наклоном извођача, свака фигура је одвојена од следеће паузе (саглашавање имена следеће фигуре, тапшање или пљесак).

## Борба против "сељачке уметности" у СССР-у
У СССР-у се до тридесетих година 20. века развој кореографског фолклора одвијао у оквиру свакодневне народне уметности, а народне сценске игре - у оквиру фолклорне традиције. Почетком 1930-их година, на предлог совјетског руководства, у штампи је покренута расправа о томе да ли је совјетском народу потребна стара сељачка уметност, и као резултат тога, руска свакодневна народна уметност постала је оличење непријатељски расположена „кулачка (сељачка) уметност“. У земљи је покренута кампања за борбу против „сељачких преживљавања“ у свакодневници и култури. Под слоганом „васпитања радничке масе“ одвијало се уништавање руских народних свакодневних обреда, традиционалног народног стваралаштва. Резултат је био нагли пад популарности традиционалног обреда и свакодневног народног песничког и плесног стваралаштва међу интелигенцијом, као и међу младима.
23. априла 1932. године усвојена је Уредба Централног комитета Свесавезне комунистичке партије бољшевика „О реструктурирању књижевних и уметничких организација“. Од тог периода постало је неоспорно мишљење да право на рад са „народним извођачима” треба да имају само „квалификовани” специјалисти, само њима „може бити поверен овај одговоран посао”. Као „квалификовани стручњаци“ у области традиционалног кореографског фолклора, почели су да сматрају људе који су се школовали у академској балетској школи као балетске играче који познају народне игре из представа које су биле на сценама царских позоришта. Вођство народне игре у то време било је у рукама људи за које су народне игре биле „примитивне“, „материјал за сопствено стваралаштво“ и „нису модерне“. На Међународном фестивалу народне игре у Лондону (1935), совјетски плесачи су рекли: „Вође тренирају студенте, дајући им неку монструозну окрошку најнеобичнијих покрета и пас уместо руског плеса. „Основа правог руског плеса повукла се у други план, уступајући место озлоглашеном „степу”или балетском стилу „Рус”. Аутентични елемент народне игре замењујемо увредљивим. лажност, засити га балетским сахарином“.
На државном нивоу почеле су да се стварају професионалне групе „народне” игре под руководством „квалификованих кореографа”. У земљи почиње да функционише јединствена, широко разгранана мрежа „научно-методолошког руководства аматерског извођења”. У земљи се развила парадоксална ситуација. Оно што су медији називали „народном уметношћу“ (аматерска плесна делатност) није било. Аматерске представе су или копирале продукције професионалних ансамбала или су из њих црпеле материјал за сопствене наступе. Професионалне групе су се ослањале на репертоар аматерских плесних представа, сматрајући то „стваралаштвом народа“.
И данас у Русији постоји недостатак кореографа који имају знање из области народне културе, посебно народног фолклора и народне игре. „Њих, једноставно речено, не припрема ниједна образовна установа у Руској Федерацији. Штавише, професије кореограф-фолклориста нема ни у класификатору занимања одобреном на државном нивоу“.

## Сценска народна игра
Као посебна група издвајају се руске сценске народне игре. За разлику од свакодневне народне игре, која се изводи пре свега „за себе” (тј. за задовољство самих играча), сценска игра је створена да се покаже публици. Естетска функција повезана са задовољењем уметничких потреба публике за њега постаје одлучујућа. Такви плесови су ауторска дела. Њихова ношња је најчешће монотона и стилизована.„Квалификовани стручњаци“ и редитељи сценских народних игара су често људи школовани у академској балетској школи.
Настали су у СССР-у 1930-их година. У њима су покрети народне игре комбиновани са сценским изражајним техникама својственим класичном плесу. У тим сценским играма, традиционална представа пролази кроз трансформације и јавља се:
- јачање изражајних средстава услед усложњавања цртежа, техничаризација речника, повећање динамике, давање већег изражаја извођачком стилу;
- развој нове драматургије и типа радње, увођење редитељске технике;
- обогаћивање материјалима из индиректних извора.[9]

Стваралаштво професионалних фолклорних ансамбала карактерише сценска обрада тј. стварање нових уметничких дела која нису потпуно заснована на фолклорном материјалу и самим тим нису оригинали народног стваралаштва. 